# Razak Pimpong
Razak Pimpong (Accra, 30 dicembre 1982) è un ex calciatore ghanese, di ruolo centrocampista.

## Palmarès

### Club

#### Competizioni nazionali
- Campionato danese: 1

Copenhagen: 2006-2007

#### Competizioni internazionali
- Royal League: 1

Copenhagen: 2005-2006